# Giuseppe Andrea Bizzarri
Giuseppe Andrea Bizzarri (ur. 11 maja 1802 w Paliano, zm. 26 sierpnia 1877 w Rzymie) – włoski duchowny katolicki, kardynał.
Święcenia kapłańskie przyjął 18 grudnia 1824 w Rzymie. 30 listopada 1854 został wybrany biskupem tytularnym Filippi. Sakrę biskupią otrzymał 17 grudnia 1854 w Rzymie z rąk kardynała Gabriela della Gengi Sermatteiego (współkonsekratorami byli biskupi Eugeniusz de Mazenod i Mariano Falcinelli Antoniacci). 16 marca 1863 Pius IX wyniósł go do godności kardynalskiej. Giuseppe Andrea Bizzarri uczestniczył w obradach Soboru watykańskiego I. Był prefektem Świętej Kongregacji ds. Odpustów i Świętych Relikwii (1867-1872), następnie Świętej Kongregacji ds. Biskupów i Zakonów (od 1872 do śmierci). W latach 1874–1875 sprawował urząd Kamerlinga Świętego Kolegium Kardynałów.